# 魯道夫·達斯勒
魯道夫·达斯勒（Rudolf "Rudi" Dassler ，1898年3月26日—1974年10月27日）是德国运动服装公司PUMA的创始人，也是阿迪达斯创始人阿道夫·達斯勒的哥哥。

## 簡介
魯道夫的弟弟阿道夫·達斯勒（Adolf Dassler）第一次世界大戰退伍後，開始在他母親的廚房裡生產運動鞋。他的父親在一家名叫克里斯托弗（Christoph）的鞋廠工作，他與生產手工田徑鞋的兄弟澤列林（Zehlein），支持阿道夫開創自己的事業。1924年，魯道夫加入了這個公司，成立了達斯勒兄弟鞋廠（德語：Schuhfabrik Gebrüder Dassler）。
隨著1930年代希特勒的崛起，達斯勒兄弟倆都被這位極具風采的政客吸引，加入了納粹黨，魯道夫被認為是更為熱心的國家社會主義者。
但是後來的一場誤會引發了兩兄弟的不和：1943年，二次大戰期間，有一次鲁道夫一家人為了躲避盟軍的轟炸而躲到了阿道夫一家的防空洞裏面，阿道夫不經意地說了一句：「那些死雜種又來了」。後來阿道夫解釋「死雜種」指的是盟軍的軍機飛行員，但是魯道夫卻認為「死雜種」指的是自己一家人。後來魯道夫被美軍俘獲，魯道夫更加相信是阿道夫向美軍出賣了自己。二戰結束後，達斯勒兄弟鞋廠復業，有47名員工，並以帆布與美軍燃油槽提煉出合成橡膠，製成戰後第一款運動鞋。
但兄弟二人的不和最終導致他們在1948年分道揚鑣：阿道夫另外建立了自己的品牌「愛迪達」；而魯道夫則在黑措根奥拉赫河的另一邊建立了自己的品牌，一開始以「鲁道夫·達斯勒」名和姓的首音節命名為「魯達」，後來為了營銷而改名為「Puma」（漢譯彪馬，意思是「美洲獅」）。據說兩兄弟直到離世也沒有再往來過，甚至身故後也不願葬在對方身邊。直到2009年愛迪達和PUMA兩間企業的員工在黑措根奥拉赫舉行了一場足球友誼賽，為兩兄弟之間長達一甲子的齟齬，象徵性地劃下了句點。
在他的經營下，「Puma」的聲勢普通，追不上他胞弟的愛迪達。而後他的兒子阿敏·達斯勒（Armin Dassler）繼承之後，逐漸成名，今日已是世界聞名的公司。

## 逝世
魯道夫·达斯勒於1974年10月27日死於肺癌，享年76歲。

## 外部連結
1. 1 2 3 4 5 6  . Coed.com. 2008-01-17  [2017-04-02]. （原始内容存档于2017-04-10）.
2. ↑  . GermanyExpat.org. http://www.germanyexpat.org/2009/02/graves-of-adi-rudolf-dassler.html.
3. ↑  . TZ.de (Herzogenaurach). 2009-09-21  [2017-04-09]. （原始内容存档于2017-04-10）.